# Ryota Suzuki
Ryota Suzuki (鈴木 椋大 Suzuki Ryota?), född 10 februari 1994 i Aichi prefektur, är en japansk fotbollsspelare.
Suzuki började sin karriär 2012 i Yokohama F. Marinos. 2016 flyttade han till Tokyo Verdy. Han spelade 24 ligamatcher för klubben. 2017 flyttade han till Gamba Osaka. 2019 flyttade han till JEF United Chiba.